# 豊沢勇治

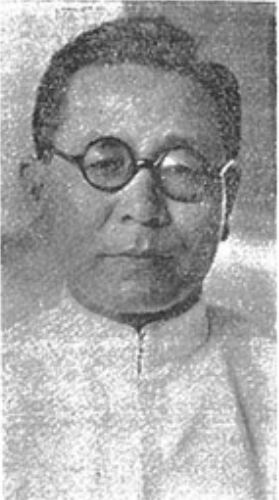
豊沢勇治

豊沢 勇治（豊澤、とよさわ ゆうじ、1899年〈明治32年〉1月17日 - 1974年〈昭和49年〉1月4日）は、大正から昭和時代の台湾総督府官僚。政治家。弁護士。秋田県能代市長（3期）。

## 経歴
秋田県山本郡響村仁鮒（現能代市二ツ井町仁鮒）出身。第一高等学校を経て、高等試験行政科に合格し、1927年（昭和2年）3月、東京帝国大学政治科を卒業後、1928年（昭和3年）6月、台湾総督府に出仕。台南州文書課配属となる。
同年12月、高等文官試験に合格し、1931年（昭和6年）5月に地方理事官に進み、高雄州岡山郡守に就任する。その後、台北市助役、総督府事務官、内務局地理課長などを歴任したのち、1942年（昭和17年）8月に財務局税務課長を経て、同年11月、書記官に就任した。
戦後は、秋田県能代市長を3期務めた。市長退任後は弁護士を開業した。

## 親族
- 子 豊澤有兄（秋田県能代市長）